# Tennistoernooi van Cincinnati 2004
|                                            |  |                                     |
| Lindsay Davenport, winnares bij de vrouwen |  | Andre Agassi, winnaar bij de mannen |

Het tennistoernooi van Cincinnati van 2004 werd in augustus 2004 gespeeld op de hardcourt-buitenbanen van het Lindner Family Tennis Center in de Amerikaanse plaats Mason, ongeveer dertig kilometer benoorden Cincinnati. De officiële naam van het toernooi was Western & Southern Masters and Women's Open.
Het toernooi bestond uit twee delen:
- ATP-toernooi van Cincinnati 2004, het toernooi voor de mannen, van 2 tot en met 8 augustus
- WTA-toernooi van Cincinnati 2004, het toernooi voor de vrouwen, van 16 tot en met 22 augustus

ATP-toernooi van Cincinnati‎ – WTA-toernooi van Cincinnati‎

2004 · 2005 · 2006 · 2007 · 2008 · 2009 · 2010 · 2011 · 2012 · 2013 · 2014 · 2015 · 2016 · 2017 · 2018 · 2019 · 2020 · 2021 · 2022 · 2023 · 2024